# دراغينيان
دراغينيان هي بلدة فرنسية تقع في إقليم فار في منطقة بروفانس ألب كوت دازور جنوب شرق فرنسا.